# Shooting Star (Owl City)
Shooting Star è il secondo EP del progetto musicale statunitense Owl City, pubblicato il 15 maggio 2012.
I quattro brani che compongono l'EP saranno pubblicati nel successivo album di Owl City The Midsummer Station.
Mark Hoppus, cantante del gruppo Blink-182, canta nel brano Dementia.

## Tracce
1. Shooting Star – 4:07
2. Gold – 3:56
3. Dementia (feat. Mark Hoppus) – 3:31
4. Take It All Away – 3:30